# Récords mundiales de press de banca
Los récords mundiales de press de banca fueron los récords internacionales de press de banca a través de los años a partir del nacimiento del moderno levantamiento de potencia.

## Récords mundiales
El canadiense Doug Hepburn tenía el récord a fines de los años 50 con 180, 205, y más tarde 225 kg. En 1957 en una entrevista para la revista Muscle Power dijo que era posible superar las 600 libras (272 kg) en press de banca. Esta cifra fue alcanzada 11 años después.1
| Año  | Récord                                                                                  |
| ---- | --------------------------------------------------------------------------------------- |
| 1969 | Pat Casey es el primer hombre en levantar más de 600 libras (272 kg). El levanta 280 kg |
| 1980 | Bill Kazmaier es el primer ser humano en levantar 300 kg                                |
| 1982 | Ted Arcidi es el segundo en levantar más de 300 kg (levanta 303 kg)                     |
| 1990 | Kenneth Lain levanta 327 kg                                                             |
| 1995 | Chris Confessore levanta 336 kg                                                         |
| 1996 | Anthony Clark levanta 353 kg en el Arnold Classic.                                      |
| 2001 | Scot Mendelson hace su primer récord mundial (355 kg).                                  |
| 2003 | Gene Rychlak es el primer hombre en levantar más de 900 lb (408 kg).                    |
| 2004 | Gene Rychlak levanta 456,8 kg                                                           |
| 2005 | Scot Mendelson realiza el récord mundial sin remera de press de banca con 325 kg.       |
| 2006 | Scot Mendelson levan 457,5 kg (febrero)                                                 |
| 2006 | Gene Rychlak levanta 459 kg (diciembre)                                                 |
| 2007 | Ryan Kennelly levanta 470 kg (julio)                                                    |
| 2007 | Ryan Kennelly levanta 476 kg (diciembre)                                                |
| 2008 | Ryan Kennelly levanta 485,34 kg (Abril)                                                 |
| 2008 | Ryan Kennelly levanta 487,5 kg (julio)                                                  |
| 2008 | Ryan Kennelly levanta 1075lbs (noviembre)                                               |